# Minto Midtown
Das Minto Midtown ist ein Wohnkomplex, bestehend aus zwei Hochhäusern (Quantum 1 und 2) in Toronto, Kanada. Die Gebäude befinden sich an der Yonge Street in der Nähe der Kreuzung mit der Eglinton Street. Sie wurden von dem kanadischen Immobilienunternehmen Minto Group gebaut. Der Bau der Gebäude rief viel Kritik hervor. Kritisiert wurde vor allem ihre Höhe. Minto erklärte sich bereit, die Höhe der Gebäude zu reduzieren, so fielen einige Stockwerke weg. Dennoch sind es die höchsten Gebäude in der näheren Umgebung.
Gegenüber den Gebäuden befindet sich die U-Bahn-Station Eglinton.

## LEED
Die Gebäude wurden energieschonend konzipiert. Sie wurden nach Fertigstellung mit dem Leadership in Energy and Environmental Design (LEED)-Goldstatus ausgezeichnet. Es sind die größten Wohngebäude in Nordamerika, die 2009 einen Goldstatus erreicht haben.